# Niels Jespersen (vicestiftamtmand)
 Der er flere personer med dette navn, se Niels Jespersen.
Niels Jespersen (født ca. 1636 i Randers, død 11. september 1696 i Aalborg) var en dansk vicestiftamtmand, far til Jesper de Jespersen.
Han var søn af borgmester i Randers Jesper Lauridsen (død 1659) og Karen Nielsdatter. Han blev 1657 student fra sin fødeby, 1668 dr.med. i Padua, samme år praktiserende læge i Aalborg, fik 1681 rang med konsistorialassessor, 1691 vicestiftamtmand i Aalborg Stift og viceamtmand i Aalborghus Amt og døde 11. september 1696 i Aalborg. Da stiftamtmand Henning Meyercrone var fraværende, var Jespersen reelt fungerende amtmand i perioden.
Han var i 1. ægteskab (25. april 1669 i Aalborg) gift med Kirsten Sørensen (1646 – 9. februar 1680 i Aalborg), datter af borgmester Hans Sørensen og Anne Bendtsdatter. 2. gang ægtede han 20. april 1691 i Aalborg Anna Poulson (4. maj 1668 i Stege – 26. november 1732 på Grønbækgård), datter af Jens Poulson (1635-1687) og Maren Madsdatter (1643-1723).